# The King of Fighters '98
The King of Fighters 98 è un picchiaduro sviluppato dalla SNK, quinto capitolo della saga The King of Fighters, per il cabinato da bar Neo Geo, in seguito convertito su numerose console.
Non è un episodio che segue la storia della serie (ripresa con il successivo The King of Fighters '99), e quindi i personaggi che vi appaiono appartengono ad ogni tempo della saga.

## Trama
The King of Fighters '98 non ha una vera e propria trama come successo per i King of Fighters dal 95 al 97. La battaglia finale si disputa con un risorto Rugal, in cui non viene nemmeno spiegato come abbia fatto a risorgere dopo che il suo corpo era esploso in The King of Fighters '95.

## Modalità di gioco
Il gioco non è che una raccolta, con eventuali miglioramenti, di tutti i personaggi della serie, da KOF '94 a '97).  
Come nel KOF '97, si potrà scegliere tra due stili di combattimento: Advance, basato più sull'aggressività, ed Extra, più difensivo e capace di far caricare la barra della super tenendo premuti tutti i tasti.
Quando si perde un match, il team risultante perdente avrà, come bonus, una tacca super in più, nell'eventualità si stia usando la modalità Advance, mentre la barra della Super! sarà piena e calerà lentamente se si sta giocando con lo stile Extra.

## Personaggi

### Hero Team
- Kyo Kusanagi
- Benimaru Nikaido
- Goro Daimon

### Fatal FuryTeam
- Terry Bogard
- Andy Bogard
- Joe Higashi

### Art of FightingTeam
- Ryo Sakazaki
- Robert Garcia
- Yuri Sakazaki

### New Ikari Team
- Leona
- Ralf
- Clark

### Psycho SoldierTeam
- Athena Asamiya
- Sie Kensou
- Chin Gentsai

### Women Fighters Team
- Chizuru Kagura
- Mai Shiranui
- King

### Korea Team
- Kim Kaphwan
- Chang Koehan
- Choi Bounge

### Orochi Team (Ex New Face Team)
- Yashiro Nanakase
- Shermie
- Chris

### 97 Special Team
- Ryuji Yamazaki
- Blue Mary
- Billy Kane

### Yagami Team
- Iori Yagami
- Mature
- Vice

### Master Team
- Heidern
- Takuma Sakazaki
- Saisyu Kusanagi

### American Sport Team
- Heavy D!
- Lucky Glauber
- Brian Battler

### Single Entry
- Rugal Bernstein
- Shingo Yabuki

### Boss
- Omega Rugal

### Personaggi extra
- '95 Kyo Kusanagi
- EX Terry Bogard
- EX Andy Bogard
- EX Joe Higashi
- EX Ryo Sakazaki
- EX Yuri Sakazaki
- EX Robert Garcia
- EX Mai Shiranui
- EX Billy Kane
- Orochi Yashiro
- Orochi Shermie
- Orochi Chris

### Esclusivi98 Ultimate Match

#### Edit Team
- Shingo Yabuki
- Eiji Kisaragi
- Kasumi Todoh

#### Boss Team
- Geese Howard
- Wolfgang Krauser
- Mr. Big

#### Special Boss Team
- Rugal/Omega Rugal
- Goenitz
- Orochi

#### Special Guest
- Orochi Iori
- Orochi Leona
- EX King
- EX Ryuji Yamazaki
- EX Blue Mary
- EX Geese Howard

## Versioni

### Originale
Il gioco fu convertito per Neo Geo AES, Neo Geo CD e PlayStation, di cui solo quest'ultima raggiunse la clientela americana ed europea, divenendo il secondo capitolo della saga ad approdare su una console casalinga dopo The King of Fighters '95. 
Una versione Dreamcast fu intitolata The King of Fighters: Dream Match 1999, pubblicata l'anno seguente. Il gioco è incluso in The King of Fighters Collection: Orochi Saga, raccolta dei vari titoli, pubblicata in America ed in Europa per PlayStation 2, PlayStation Portable e Wii (benché nella versione giapponese non sia incluso).

### Ultimate Match
KOF '98 fu in seguito ricreato con il titolo di The King of Fighters '98: Ultimate Match, nel 2008. Commercializzato in Giappone come gioco arcade per il cabinato Taito Type X nel marzo 2008, è stato convertito per PlayStation 2 nel medesimo anno.
La versione dispone di personaggi aggiuntivi, tra cui Eiji Kisaragi da KOF '95,  Kasumi Todoh ed il Boss Team (Geese Howard, Wolfgang Krauser, e Mr. Big)  da KOF ' 96, così come i Boss Goenitz ed Orochi: appare il novero di personaggi comparsi da KOF '94 a KOF ' 97
È stato aggiunto lo stile da combattimento Ultimate, uno stile revisionato in grado di applicare le caratteristiche dello stile Advance congiunte a quelle Extra, barra Super! inclusa.